# Serie A2 1988-1989 (pallavolo maschile)
La Serie A2 maschile FIPAV 1988-89 fu la 12ª edizione della manifestazione organizzata dalla FIPAV.

## Regolamento
Le 20 squadre partecipanti, divise con criteri geografici in due gironi, disputarono un girone unico con partite di andata e ritorno. Al termine della regular season le vincitrici di ciascun girone furono promosse in Serie A1, mentre le squadre seconde e terze classificate andarono a giocarsi la promozione contro le ultime due di A1. Sei retrocessioni furono decise da spareggi che coinvolsero le ultime cinque classificate di ogni girone.

## Avvenimenti
Il campionato ebbe inizio il 29 ottobre e si concluse l'11 aprile con le promozioni dirette di Alpitour Cuneo e Paifitalia Battipaglia. Ce.Di.Sa. Salerno, Famila Città di Castello, Gabbiano Virgilio e Transcoop STC Reggio Emilia andarono a disputare gli spareggi con Agrigento e Mantova: a occupare gli ultimi due posti disponibili in A1 furono le due formazioni lombarde.

## Le squadre partecipanti
Le squadre partecipanti passarono da 24 a 20. Per il ripescaggio di Agrigento, nessuna squadra proveniva dalla Serie A1, mentre CariPrato Colzi Prato, Cosmo Nocella Palermo, Ipersidis Jesi, Paifitalia Battipaglia e Polenghi Asti erano le neopromosse dalla B. Al ritiro di Fontanafredda e alle rinunce di Milano e Torino in A-1 e di Bergamo in A2 sopperirono i ripescaggi di Alpitour Cuneo, Gividì Brugherio, Rex Pordenone e Transcoop STC Reggio Emilia.

### Girone A
| Squadra                     | Stagioni in Serie A2 | Allenatore         | Campo di gioco                   |
| --------------------------- | -------------------- | ------------------ | -------------------------------- |
| Ado Udine                   | 6                    | Marcello Levatino  | PalaBenedetti di Udine           |
| Alpitour Cuneo              | 1                    | Gabriele Melato    | Palatenda di Cuneo               |
| CariPrato Colzi Prato       | 1                    | Mario Mattioli     | Palasport San Paolo di Prato     |
| Gabbiano Virgilio           | 3                    | Daniele Bagnoli    | Palasport di Virgilio, MN        |
| Gividì Brugherio            | 1                    | Giuseppe Iaccarini | PalaKennedy di Brugherio, MI     |
| Polenghi Asti               | 3                    | Jerzy Swierk       | Palasport di Asti                |
| Rex Pordenone               | 1                    | Raúl Lozano        | Palasport Forum di Pordenone     |
| Risveglio 2000 Cervia       | 3                    | Ubaldo Carmè       | Palasport di Cervia, RA          |
| Siap Brescia                | 3                    | Luigi Zizioli      | Palasport San Filippo di Brescia |
| Transcoop STC Reggio Emilia | 4                    | Claudio Piazza     | PalaBigi di Reggio Emilia        |

### Girone B
| Squadra                  | Stagioni in Serie A2 | Allenatore         | Campo di gioco                           |
| ------------------------ | -------------------- | ------------------ | ---------------------------------------- |
| Aprol Calimera           | 3                    | Camillo Placì      | Palestra Comunale di Calimera, LE        |
| Ce.Di.Sa. Salerno        | 6                    | Dimiter Zlatanov   | PalaTulimeri di Salerno                  |
| Cosmo Nocella Palermo    | 4                    | Giovanni Savasta   | PalaFondoPatti di Palermo                |
| CTR Santa Croce          | 8                    | Glauco D'Oriano    | PalaParenti di Santa Croce sull'Arno, PI |
| CUS Roma                 | 3                    | Lino Mangionami    | Palazzetto dello Sport di Roma           |
| Famila Città di Castello | 2                    | Fausto Polidori    | Palasport di Città di Castello, PG       |
| INA Assitalia Frascati   | 2                    | Giancarlo Vassallo | Palestra Simoncelli di Frascati, RM      |
| Ipersidis Jesi           | 4                    | Lamberto Giordani  | PalaTriccoli di Jesi, AN                 |
| Paifitalia Battipaglia   | 1                    | Alexander Skiba    | PalaZauli di Battipaglia, SA             |
| SNT Messaggerie Catania  | 3                    | Nino Cuco          | PalaSpedini di Catania                   |

## Classifica

### Girone A
| Pos. | Squadra                     | Pt | G  | V  | P  | SV | SP |
| ---- | --------------------------- | -- | -- | -- | -- | -- | -- |
| 1.   | Alpitour Cuneo              | 30 | 18 | 15 | 3  |    |    |
| 2.   | Gabbiano Virgilio           | 28 | 18 | 14 | 4  |    |    |
| 3.   | Transcoop STC Reggio Emilia | 26 | 18 | 13 | 5  |    |    |
| 4.   | Ado Udine                   | 22 | 18 | 11 | 7  |    |    |
| 5.   | Siap Brescia                | 18 | 18 | 9  | 9  |    |    |
| 6.   | Polenghi Asti               | 18 | 18 | 9  | 9  |    |    |
| 7.   | Rex Pordenone               | 12 | 18 | 6  | 12 |    |    |
| 8.   | Risveglio 2000 Cervia       | 12 | 18 | 6  | 12 |    |    |
| 9.   | Gividì Brugherio            | 10 | 18 | 5  | 13 |    |    |
| 10.  | CariPrato Colzi Prato       | 4  | 18 | 2  | 16 |    |    |

### Girone B
| Pos. | Squadra                  | Pt | G  | V  | P  | SV | SP |
| ---- | ------------------------ | -- | -- | -- | -- | -- | -- |
| 1.   | Paifitalia Battipaglia   | 28 | 18 | 14 | 4  |    |    |
| 2.   | Ce.Di.Sa. Salerno        | 28 | 18 | 14 | 4  |    |    |
| 3.   | Famila Città di Castello | 26 | 18 | 13 | 5  |    |    |
| 4.   | Ipersidis Jesi           | 22 | 18 | 11 | 7  |    |    |
| 5.   | CTR Santa Croce          | 20 | 18 | 10 | 8  |    |    |
| 6.   | Aprol Calimera           | 18 | 18 | 9  | 9  |    |    |
| 7.   | CUS Roma                 | 14 | 18 | 7  | 11 |    |    |
| 8.   | Cosmo Nocella Palermo    | 14 | 18 | 7  | 11 |    |    |
| 9.   | INA Assitalia Frascati   | 8  | 18 | 4  | 14 |    |    |
| 10.  | SNT Messaggerie Catania  | 2  | 18 | 1  | 17 |    |    |

| Promosse in Serie A1 | Promossa dopo play-off | Retrocesse dopo play-out |